# John Paul (actor)
John Paul (Hertfordshire, 20 d'abril de 1921 − Buckinghamshire, 23 de febrer de 1995) va ser un actor britànic.
És conegut pels seus papers a la televisió, especialment en el de Dr. Spencer Quist en Doomwatch (1970-1972) i Marc Agripa en Jo, Claudi (1976).
Va ser el protagonista de la sèrie d'ITV Oficial de Llibertat Condicional a principis de 1960. Va aparèixer com el Capità Flint en una adaptació de la BBC de Swallows and Amazons el 1963 d'Arthur Ransome. Va tenir papers com a convidat en episodis de sèries de televisió populars com Out of the Unknown, Doctor Finlay's Casebook, The Avengers, Dixon of Dock Green, The Saint, Marked Personal i The New Avengers, sobretot durant els anys 1960 i 1970. Una de les seves últimes aparicions en televisió va ser Selling Hitler, sobre la base dels intents de la vida real per vendre diaris falsos atribuïts a Adolf Hitler.
Durant la seva carrera també va aparèixer en pel·lícules com Yangtse Incident (1957), La maledicció de la tomba de la mòmia (1964), Eye of the Needle (1981), i Cry Freedom (1987).